# Фортеця Агія Румелі
Фортеця Агія Румелі — османська фортеця побудована на острові Крит на  190 метровому пагорбі над селом Агія Румелі та південному кінці ущелини Самарії в Національному парку Білі гори.

## Історія
Фортецю побудували в 1866 -1869 роках на крутому схилі на місці попередніх укріплень як форт для контролю навколишньої місцевосці та контролю за повстанцями, які спускалися до моря по ущелині. Загалом в цей період на острові було побудовано 67 таких споруд.

## Архітектура
Фортеця триповерхова прямокутна у формі, з двома напівкруглими вежами зі сходу і заходу.